# Explorer 2

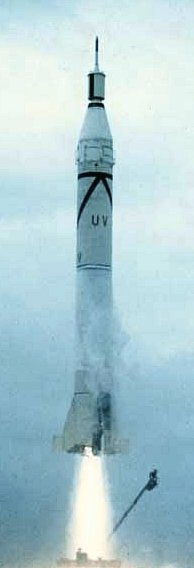
Start rakiety nośnej Jupiter C z satelitą Explorer 2 na pokładzie

Explorer 2 (EXPLR2) – amerykański satelita naukowy programu Explorer, wystrzelony 5 marca 1958 r. o 18:27 GMT.
Technicznie podobny do Explorera 1. Miał kontynuować badania pasów van Allena rozpoczęte przez satelitę Explorer 1.
Misja nie powiodła się – satelita nie osiągnął orbity. Nie zadziałał czwarty stopień rakiety nośnej Jupiter C. Ostatni człon, satelita, osłona zewnętrzna i aparatura Van Allena spadły z wysokości 320 km do Atlantyku, gdzieś w rejonie wyspy Trynidad. Biały Dom w oficjalnym oświadczeniu podał, że prezydent czuje się „zawiedziony”.